# Konstnaglar

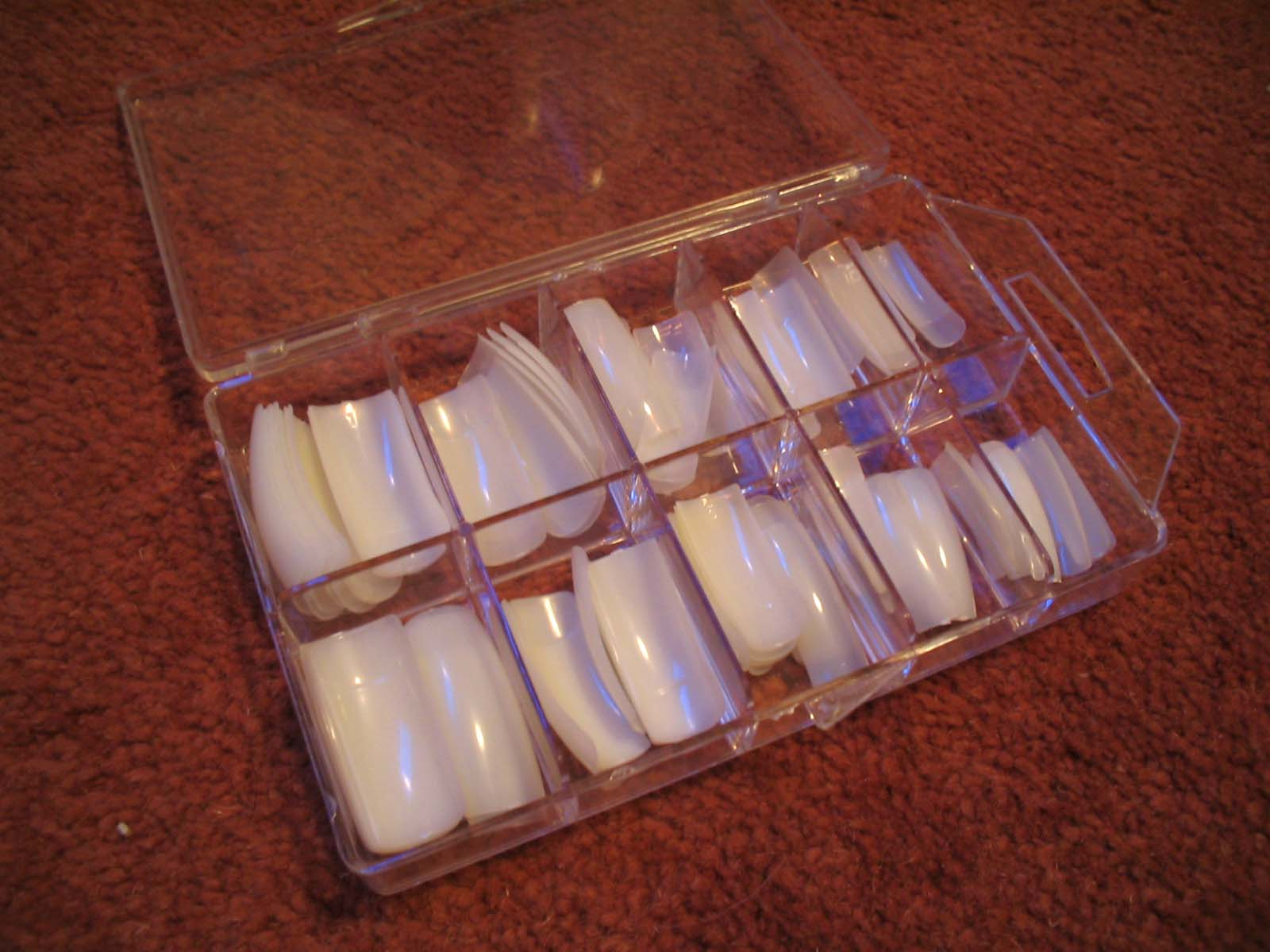
Konstnaglar

Konstnaglar kan antingen göras som en förstärkning av den egna nageln genom förlängning med plastförlängningar, så kallade "tippar" eller genom skulptering med olika härdplastmaterial. Vilken metod som används beror på hur nageln ser ut och vilken metod som föredras av olika nagelterapeuter.
Det finns huvudsakligen tre olika "system" eller material för att skapa konstnaglar: akryl, gelé eller glasfiber. För att härda materialen används antingen UV (ultraviolett)-ljus eller LED-ljus beroende på vilket material som används. Ibland används även en aktivator för att påskynda härdningen.